# Telemetro
Il telemetro è uno strumento, originariamente ottico, capace di misurare la distanza intercorrente tra l'utilizzatore e un qualsiasi oggetto presente nel campo visivo. Attualmente sono molto comuni telemetri a ultrasuoni e laser.

## Telemetro ottico
Usato sempre meno e sostituito da tecnologie più comode, il telemetro ottico è generalmente formato da un cilindro con due fori distinti a una distanza fissa l'uno dall'altro. All'interno, in corrispondenza del primo foro è posto un prisma (1) che riflette l'immagine su uno specchio semi-trasparente (2) posto in corrispondenza del secondo foro. L'utilizzatore, agendo sulla rotazione del prisma, farà in modo che le due immagini dell'oggetto (3), composte dallo specchio, si sovrappongano. Raggiunta la sovrapposizione, il grado di rotazione del prisma indicherà, tramite una scala, la distanza dell'oggetto. Questo tipo di telemetro è anche detto "a coincidenza" ed è stato utilizzato a lungo all'interno delle macchine fotografiche per la regolazione della messa a fuoco e, con un sistema leggermente diverso, nei telemetri per artiglieria di vecchia generazione. Fotocamere a telemetro, seppur molto rare, vengono ancora utilizzate da fotografi professionisti al posto delle SLR in particolari situazioni.
Un altro tipo di telemetro, detto "telemetro stereoscopico" o "stereotelemetro", sfrutta il principio utilizzato in natura da molti animali, compreso l'uomo, per la valutazione delle distanze e si basa sul fenomeno della parallasse. La precisione dello strumento è data dalla distanza dei due punti di osservazione: maggiore è la distanza, maggiore è l'accuratezza di misurazione. Questo tipo di telemetro era utilizzato in passato per la determinazione delle distanze nella condotta del tiro d'artiglieria. Alcuni stereotelemetri imbarcati sulle grandi corazzate della seconda guerra mondiale avevano aperture che raggiungevano normalmente i 12 metri; sulle corazzate Yamato, però, vi furono anche apparecchi (con decine di specchi delle più varie dimensioni) di ben 15 m; tale telemetro presentava un errore di solo ± 1 m su 35 km.
Nonostante alcuni risultati veramente impressionanti, si trattava comunque di strumenti ottici, che risentivano delle condizioni atmosferiche (nebbia, nuvole, venti che sollevano polveri) e delle mimetizzazioni (specialmente a partire dagli anni '40, si diffusero, per le imbarcazioni, livree "seghettate" come il Camuffamento Dazzle, che grazie a linee e fasce spezzate rendevano difficoltoso collimare esattamente le immagini che pervenivano dai visori): quando si diffusero il radar (detto in Italia Radio Detector Telemetro, o Radiotelemetro) e i telemetri laser, i telemetri ottici di tutti i tipi, a cominciare da quelli a collimazione (in declino già dalla fine degli anni '3,0) furono soppiantati massicciamente dalle nuove tecnologie.
|  |  |  |

## Telemetro laser
Il telemetro laser, attualmente il più diffuso per il basso costo di costruzione, la discreta precisione, ma soprattutto per la praticità d'uso ha un funzionamento radicalmente diverso del suo antenato: in questo caso la distanza è rilevata attraverso la misurazione del tempo che l'impulso laser impiega per rimbalzare sul bersaglio di misurazione e tornare indietro. Questa tecnologia permette acute misurazioni di brevi distanze (anche nell'ordine dei centimetri per distanze fino a 20 metri) e misurazioni con scarsa visibilità (è utilizzabile anche al buio), d'altro canto essendo basato su un riflesso luminoso soffre in giornate molto luminose e su bersagli non perpendicolari al raggio laser.

## Telemetro a ultrasuoni
Per la misurazione di piccole distanze (fino a qualche decina di metri) sono usati anche telemetri che sfruttano il tempo impiegato da un pacchetto di impulsi acustici ad elevata frequenza (ultrasuoni) emessi dal telemetro a raggiungere il bersaglio di cui si vuole misurare la distanza e a tornare al telemetro. Il principio di funzionamento è quindi esattamente lo stesso dell'ecoscandaglio, con la differenza che il mezzo trasmissivo in questo caso è l'aria anziché l'acqua.
Il telemetro ad ultrasuoni è un dispositivo estremamente economico, ma la precisione ottenibile è inferiore a quella degli altri sistemi, principalmente per due ragioni: la prima è che la velocità di propagazione nel velocità del suono nell'aria non è costante, ma dipende da diversi fattori, fra cui la temperatura e l'umidità; la seconda è che il fascio di ultrasuoni emesso ha una apertura molto maggiore di quella di un fascio di luce, e ciò rende difficile dirigerlo con precisione sul punto di cui si vuole misurare la distanza.
Nelle migliori condizioni quindi è difficile ottenere precisioni migliori del 2%.